# Cierra Ramirez
Cierra Alexa Ramírez (Houston, Texas, 9 de marzo de 1995) es una actriz y cantante estadounidense. Es conocida principalmente por interpretar el papel de Mariana Adams-Foster en la serie de Freeform The Fosters.
Ella es de ascendencia colombiana y mexicana.

## Vida personal
Cierra nació en Houston ciudad del estado de Texas, Estados Unidos. Su padre es colombiano y su madre es mexicana.

## Carrera

### Música
La música le permitió hacer su debut en televisión cuando tenía 10 años interpretando un trozo de la canción de "Apollo Kids Star of Tomorrow" del programa televisivo estadounidense Showtime at the Apollo. La artista ha firmado para la compañía de música Tribeca. Ha actuado en el acto de apertura de varios números musicales, incluyendo Earth Wind and Fire, Chicago y Ruben Studdard. También es mexicana. El 20 de junio de 2016, sacó su primera EP, "Discreet".
Jlin

### Actuación
En 2007, Cierra interpretó un papel recurrente de la serie de Disney Channel, Hotel Dulce Hotel: las aventuras de Zack y Cody, llamado Jasmine que era una joven campista con problemas para controlar la ira. También interpretó el papel de Kathy en Vida Secreta de una Adolescente, una novata embarazada que entra en el capítulo 100 de la serie.
En el 2012, Cierra actuó como protagonista en la película Girl in Progress, por la que recibió un premio a actriz favorita en los premios ALMA.
En 2013 comenzó a interpretar su actual papel como Mariana Foster en la serie The Fosters de la cadena Freeform. Su personaje es una estudiante sobresaliente que tiene un hermano mellizo, ambos fueron adoptados por una pareja de lesbianas en una familia multiétnica. La serie salió el 3 de junio en 2013 y en enero de 2017 Freeform la renovó para una quinta temporada. En 2019 renovó el papel de Mariana Adams-Foster en la serie Good Trouble.

## Filmografía

### Películas
| Año  | Título                           | Papel         | Notas                  |
| ---- | -------------------------------- | ------------- | ---------------------- |
| 2006 | All In                           | Marisol       | Secundario             |
| 2007 | Star and Stella Save the World   | Stella Rivera | película de televisión |
| 2012 | Educando a Mamá                  | Ansiedad      |                        |
| 2016 | Petting Scorpions                | Daisy         |                        |
| 2017 | Drink Slay Love                  | Pearl         | Papel Principal        |
| 2023 | The Re-Education of Molly Singer | Lindsay       | Secundario             |

### Televisión
| Año       | Título                                   | Papel                | Notas                                 |
| --------- | ---------------------------------------- | -------------------- | ------------------------------------- |
| 2005      | Showtime at the Apollo                   | Ella misma           | 29 de octubre de 2005                 |
| 2006      | CSI: Miami                               | Isabell              | Temporada 4, episodio 16              |
| 2006      | Zoey 101                                 | Chica #1             | Temporada 3, episodio 1               |
| 2006      | Desperate Housewives                     | Anne Marie           | Temporada 3, episodio 8               |
| 2007      | The Suite Life of Zack and Cody          | Jasmine              | Papel recurrente (5 Episodios)        |
| 2008      | My Own Worst Enemy                       | Ruthy Spivey         | Escenas eliminadas                    |
| 2012      | Piper's Quick Picks                      | Ella misma           | Invitada                              |
| 2012      | The Talk                                 | Ella misma           | Invitada                              |
| 2012—2013 | The Secret Life of the American Teenager | Kathy                | Papel Recurrente (18 Episodios)       |
| 2013—2018 | The Fosters                              | Mariana Adams-Foster | Papel Principal, serie de TV Freeform |
| 2019—2024 | Good Trouble                             | Mariana Adams-Foster | Papel Principal, serie de TV Freeform |